# Алтайський степ і напівпустеля
Екорегіон Алтайських степів і напівпустель (ідентифікатор WWF: PA0802), як вказує його назва, розташований у перехідній зоні між степом і напівпустелею, підтримуючи рідкісну траву і чагарники. Територія відносно не освоєна, сільське господарство представлене переважно пасовищним тваринництвом. У западинах є кілька неглибоких озер, які використовують перелітні птахи.

## Розташування та опис
Екорегіон розташований між степом на півдні (Емельська долина) і хвойними лісами на півночі (алтайський гірський ліс і лісостеп). На заході розташований казахський напівпустельний екорегіон, а на сході — напівпустеля Джунгарського басейну та озеро Зайсан. На північному сході екорегіону протікає річка Іртиш, а на півдні — гори Тарбагатай. Невелика частина екорегіону досягає Китаю.

## Клімат
Клімат екорегіону — вологий континентальний клімат, тепле літо (Класифікація кліматів Кеппена (Dfb)). Цей клімат характеризується великими сезонними перепадами температур і теплим літом (принаймні чотири місяці в середньому понад 10 °C (50 °F), але жоден місяць не перевищує 22 °C (72 °F)).

## Флора і фауна
Ґрунтовий покрив — луки, чагарники та голі скелі. Використання землі для вирощування худоби створює тиск на дику природу. Хребет Манрак на південному сході регіону є важливою територією для птахів, де виявлено 121 вид.